# Rachele Perobello
Rachele Perobello (6 settembre 1988) è una calciatrice italiana, attaccante del Vicenza.
È sorella minore di Elena anch'ella calciatrice di ruolo difensore e già giocatrice di calcio a 5 (laterale).

## Carriera

### Club
Rachele Perobello assorbe la passione per calcio dalla famiglia fin dalla giovane età, seguendo il padre, calciatore dilettante, e il cugino che al tempo giocava nel Chievo. Decide di tesserarsi con il San Martino, società del paese di residenza, dove viene inserita nelle formazioni giovanili miste giocando con i maschietti dall'età di 11 anni seguendo le esortazioni dell'amica Eleonora Bonamini. Dopo qualche tempo il San Martino allestisce una formazione di sole ragazze per giocare in un campionato interamente femminile e Perobello raggiunge la Serie B nella stagione 2006-2007.
Nell'estate 2007 viene contrattata dalla dirigenza del Bardolino Verona, società con cui riesce a vincere il suo primo scudetto e la Supercoppa, raggiungendo la finale di Coppa Italia e la semifinale dell'edizione 2007-2008 della UEFA Women's Cup. Con il Bardolino trova però poco spazio, scendendo in campo in campionato solo 5 volte su 22 partite, decide quindi a fine stagione 2007-2008 di lasciare la società.
Durante il calciomercato estivo 2008 sposa l'avventura della Frutta Più Verona, squadra emergente che milita in Serie B Veneto, il cui presidente Zeno Biondani ha progetti per scalare velocemente le classifiche per proporsi in campionati più importanti e le propone un posto da titolare. Perobello rimane due stagioni, conquistando durante la 2008-2009 la prima posizione del Girone B con 66 punti a pari merito con il Südtirol Vintl, risultando il miglior marcatore della società con 28 reti, sfiorando la promozione in Serie A2 persa ai Play-off contro le altoatesine, e conquistando la Coppa Italia di Serie B 2008-2009. Nella successiva stagione 2009-2010 la Frutta Più, inserita nel Girone A, pur giocando un campionato di vertice, al termine conquisterà la terza posizione vedendo sfumato per la seconda volta il passaggio di categoria.
Nell'estate 2010 decide di trasferirsi alla Fortitudo Mozzecane, società che milita in Serie A2 con la quale rimane per tre stagioni, la seconda delle quali (2011-2012) centra la promozione in Serie A dove però retrocede al termine del campionato 2012-2013.
Lasciato la Fortitudo Mozzecane, durante l'estate 2013 trova un accordo con il neopromosso in Serie A Fimauto Valpolicella del presidente Claudio Fattori, che le dà la possibilità di giocare per la prima volta in carriera nel massimo livello del campionato italiano femminile di calcio. Qui rimane la sola stagione 2013-2014, con il percorso in campionato che si rivelerà particolarmente ostico anche a causa della riforma del campionato femminile che prevede sei retrocessioni per l'eliminazione della Serie A2. Le rossoblù cedono ai Play-out, perdendo per 2-0 lo spareggio con il Como 2000 e retrocedendo in Serie B.
Al termine della stagione decide di seguire presidente, direttore sportivo e l'allenatore Cristian Dori nell'avventura dell'Hellas Monteforte, società fondata appena l'anno prima e neopromossa dalla Serie D alla Serie C alla sua prima stagione. Dopo un solo anno la squadra fa un ulteriore salto di livello guadagnando la promozione in Serie B, e prima di iscriversi al campionato la società si fonde con il Pro San Bonifacio diventandone la sua sezione femminile. Perobello continua ad essere inserita in rosa e al termine della stagione 2015-2016, grazie anche alle sue 14 reti siglate in 18 incontri di campionato, contribuisce a raggiungere la seconda posizione del girone B a 8 punti dall'E.D.P L.F. Jesina. la stagione successiva è compromessa per un infortunio al legamento crociato che la tiene lontana dai campi di gioco per tutta la prima parte della stagione. Le stagioni successive sono caratterizzate dal progressivo aumento della competitività della squadra che, al termine del campionato 2017-2018, grazie alla riforma del campionato vede Casarotto e compagne giocarsi l'opportunità di guadagnare l'accesso alla Serie A agli spareggi, tuttavia senza successo, accedendo comunque alla rinnovata Serie B nazionale a girone unico.
Per la stagione 2018-2019 passa al Cittadella, sorto dalla fusione tra Bassano e Pro San Bonifacio.

## Palmarès
- Campionato italiano: 1

Bardolino Verona: 2007-2008
- Supercoppa italiana: 1

Bardolino Verona: 2007
- Campionato italiano di Serie A2: 1

Fortitudo Mozzecane: 2011-2012